# Desa Karangtengah (administrativ by i Indonesien, Jawa Tengah, lat -7,41, long 109,69)
Desa Karangtengah är en administrativ by i Indonesien.   Den ligger i provinsen Jawa Tengah, i den västra delen av landet, 300 km öster om huvudstaden Jakarta.